# Troussey
Troussey é uma comuna francesa na região administrativa de Grande Leste, no departamento de Meuse. Estende-se por uma área de 17,23 km². Em 2010 a comuna tinha 469 habitantes (densidade: 27,2 hab./km²).